# Berner GPS-Software
Die Bernese GNSS Software oder auch Berner GPS Software ist ein Programmsystem zur Auswertung von GPS- und weiteren GNSS-Satellitenbeobachtungen. Es dient einerseits zur Bahnbestimmung dieser Navigationssatelliten, andererseits zur präzisen Ortsbestimmung der Mess- und Satellitenstationen. Zusätzlich ermöglicht es die Berechnung von Modellen der Erdatmosphäre, der Erdrotation und anderer erd- und satellitenbezogener Parameter.

## Einsatzspektrum
Das Softwarepaket ist weltweit bei über 600 Institutionen installiert, darunter etwa 400 Forschungsinstitute bzw. deren Rechenzentren sowie Dienststellen der Landesvermessung und große Vermessungsbüros. Neben der Ortsbestimmung von Punkten der Erdoberfläche ist es ein wichtiges Tool der Bahnanalyse geodätischer Satelliten, des internationalen IGS-Bahndienstes und des IERS-Monitoring der Erdrotation. Auch spezielle Modellberechnungen der Meteorologie (Tropo- und Ionosphäre) sowie der Geodynamik (Plattentektonik, Seismologie usw.) sind möglich, weitere Anwendungen betreffen die Wartung permanenter Netzen von GNSS-Empfängern (u. a. für RTK-Online-Ortungen und im Bauwesen) und von Zeitdiensten hoher Präzision.
Grundeigenschaften der Bernese GPS Software (derzeit in Version 5.2) sind
- mathematische Modellierung auf neuestem Stand der Technik und internationaler Standards
- detaillierte Kontrolle über alle relevanten Auswerteoptionen/Modellparameter.
- flexible Automatisierung durch den modularen Aufbau des Programmsystems.

## Entwicklungsgeschichte
Das System wurde in den 1980er-Jahren von Gerhard Beutler am Astronomischen Institut der Universität Bern initiiert und in den Grundzügen am Institut programmiert. Längerfristige Mitarbeiter des BSW-Teams waren u. a. W. Gurtner, Stefan Schaer, Markus Rothacher, Urs Hugentobler, Pierre Fridez, R. Dach und P. Walser. Bahnbrechend war die genaue Berücksichtigung der neuesten Nutationstheorie der Erdrotation und verschiedenste Möglichkeiten der Störungsrechnung sowie weiterer Einflüsse, u. a. der Erdatmosphäre und der Geodynamik.
Die Berner GPS-Software wurde (und wird) laufend weiterentwickelt. Dies erfolgte mit Beteiligung zahlreicher Fachleute von anderen Hochschulen wie der TU Wien und Graz (Robert Weber, T. Pany, G. Stangl), der TU München (M. Rothacher, R. Schmid), des GFZ (P. Steigenberger, H. Habrich), der ESA, der Tschechischen Akademie (Leos Mervart, J. Dousa, J. Kouba) und anderer Institute (J. Beavan, J. Bosy, E. Brockmann, D. Darmawan, P. Clarke, M. Greaves, J. Johnson, Tim Springer, P. Willis et al).
Bereits in den 1990ern erreichte die Software Bahngenauigkeiten im Dezimeter-Bereich – was bei großen Satellitengeschwindigkeiten auch Zeitsysteme im Mikro- und Nanobereich erfordert – und heute sind sogar Zentimeter-Genauigkeiten Standard. Die Software wird an über 200 Forschungsinstituten und Rechenzentren eingesetzt und ist wichtige Grundlage der Bahnanalyse geodätischer Satelliten, des internationalen IGS-Bahndienstes und des IERS-Monitoring der Erdrotation. Das Softwarepaket ebenfalls erfolgreich an verschiedenen IGS und EUREF Analysezentren eingesetzt.

## Lizenzmodell
Die Software ist keine "freie Software". Die Softwarelizenz unterscheidet zwischen kommerzieller Nutzung (commercial licence) und forschungsorientierter Nutzung (research licence). Je nach Nutzungszweck kauft ein Nutzer die eine oder andere Lizenz. Eine research licence erlaubt keinerlei kommerzielle Anwendung, kann aber durch Umwandlung zu commercial zum Preis von einigen tausend Schweizer Franken pro Platz auch kommerziell genutzt werden.